# Прапрече (Врансько)
Прапрече (словен. Prapreče) — поселення в общині Врансько, Савинський регіон, Словенія. 
Висота над рівнем моря: 404,7 м.